# برایان کریگ
برایان کریگ (به انگلیسی: Bryan Craig) (زاده ۲۷ اکتبر ۱۹۹۱) بازیگر آمریکایی است.
از کارهای معروف او می‌توان به بازی در فیلم زنان بازنده هستند و مجموعه تلویزیونی دردسر خوب اشاره کرد.